# Fritz Grawert († 1476)
Fritz Grawert (* nach 1413 in Lübeck; † 1476 auf Riepenburg) war ein deutscher Ratsherr der Hansestadt Lübeck im 15. Jahrhundert.

## Leben
Die Patrizierfamilie Grawert gehörte länger als ein Jahrhundert zu den angesehensten und wohlhabendsten Familien der Zirkelgesellschaft. Grawert war der Sohn des aus Stendal stammenden Kaufmanns, Zirkelherrs und Lübecker Bürgers Fritz Grawert  († 1449 in Lübeck). Seine Mutter war Adelheid (Taleke) Brekewold († vor 1428), eine Tochter des Lübecker Bürgermeisters Konrad Brekewold.
Seit 1447 gehörte er der patrizischen Zirkelgesellschaft an. Er wurde 1460 in den Rat der Stadt erwählt. Von 1470 bis zu seinem Tod nahm er die Lübecker Interessen als Amtmann des beiderstädtischen Amts Riepenburg auf Schloss Riepenburg wahr. Dieses Amt wurde für jeweils sechs Jahre von einem Lübecker bzw. Hamburger Ratsherrn ausgeführt. Grawert starb dort kurz vor Ablauf seiner Amtszeit.
In Lübeck bewohnte er das Haus Breite Straße 13. Wie bereits sein Vater, der eins der ersten Legate für das 1413 gegründete Kloster Marienwohlde gestiftet hatte, versorgte auch er gemeinsam mit seinem Bruder Cord das Kloster, in dem mindestens ein Verwandter („Herr Bernd“) lebte, mit zahlreichen Stiftungen.
Grawert heiratete Abelke (Adele) geb. Bere (* 1420 in Lübeck), Tochter des Kaufmanns, Ratsherrn und Lübecker Bürgermeisters, Johann Bere (* um 1395 in Lüneburg; † 3. Juli 1451 in Lübeck) und dessen Ehefrau Margarete Boitin. Abelke ist im Testament ihres Bruders Hermann Bere 1479 als Witwe erwähnt und erbte 200 Mark Lübsch.
Fritz und Abelkes Tochter Ilse Grawert heiratete in Lübeck oder Stendal den Stendaler Bürgermeister Hans Goldbeck II. († 1497 in Stendal).